# Hay House
Hay House è una casa editrice statunitense fondata nel 1987 dalla famosa scrittrice ed esponente del pensiero positivo Louise Hay.
La Hay House, oltre a pubblicare tutte le opere della sua fondatrice (pubblicate in Italia da Armenia), è specializzata nella pubblicazione di testi e altro materiale (cd, video, mazzi di carte ecc.) sul pensiero positivo, la spiritualità, la salute, la new Age e altri argomenti affini. Nel suo catalogo si trovano tra le altre le opere della medium Sylvia Browne (pubblicate in Italia da Arnoldo Mondadori Editore), della canalizzatrice Esther Hicks (pubblicate in Italia da TEA), del medico ayurvedico e scrittore motivazionale Deepak Chopra (pubblicate in Italia da Sperling & Kupfer) e quelle di Doreen Virtue (pubblicate in Italia da Armenia), molto nota nei paesi di lingua inglese per i suoi libri sugli angeli e i suoi mazzi di carte oracolari. Hay House è anche proprietaria dei marchi editoriali New Beginnings Press, Princess Books e Smiley Books.
La sede centrale della casa editrice è a Carlsbad, in California, mentre sedi distaccate sono presenti nel Regno Unito, in Australia, in Sudafrica e in India.
Nel 2005 Hay House ha lanciato una propria stazione radio, HayHouse Network Radio, la quale è diffusa esclusivamente tramite la rete internet e trasmette interventi, conferenze e seminari di tutti gli autori di spicco pubblicati dalla casa editrice.
Nei suoi primi venti anni di attività la Hay House ha pubblicato più di 300 libri e più di 450 audiocassette e cd audio di oltre 130 autori.